# Pelicà bectacat
El pelicà bectacat (Pelecanus philippensis) és un ocell marí de la família dels pelecànids (Pelecanidae). Difícil de distingir d'altres pelicans de la zona des de lluny, de prop es diferencia fàcilment pel seu plomatge gris i les taques de la mandíbula superior.
El seu estat de conservació es considera gairebé amenaçat.

## Hàbitat i distribució
Habita llacs, rius, costes, llacunes i estuaris al Pakistan, l'Índia, Sri Lanka i alguns llocs del Sud-est Asiàtic. Antany també es podia trobar al sud-est de la Xina, Hainan, Sumatra, Java i les Filipines.